# Comuna Vavîlove, Snihurivka
Vavîlove (în ucraineană Вавилове) este o comună în raionul Snihurivka, regiunea Mîkolaiiv, Ucraina, formată din satele Șmidtove și Vavîlove (reședința).

## Demografie
Componența lingvistică a comunei Vavîlove
     Ucraineană (93,11%)
     Rusă (5,9%)
     Alte limbi (0,33%)
Conform recensământului din 2001, majoritatea populației comunei Vavîlove era vorbitoare de ucraineană (93,11%), existând în minoritate și vorbitori de rusă (5,9%).